# گوودسون (میزوری)
گوودسون (به انگلیسی: Goodson) یک روستا در ایالات متحده آمریکا است که در میزوری واقع شده‌است. گوودسون ۵۷ نفر جمعیت دارد.